# Cantó de Càstias

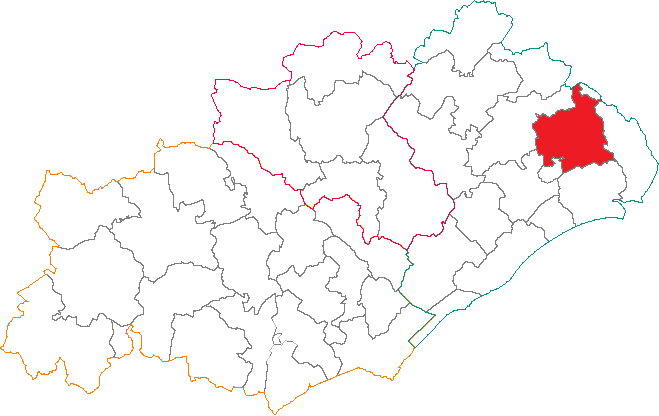
El cantó de Castries a l'Erau

El cantó de Castries és un cantó francès del departament de l'Erau, a la regió del Llenguadoc-Rosselló. Forma part del districte de Montpeller, té 18 municipis i el cap cantonal és Càstias.

## Municipis
- Assats
- Balhargues
- Bèuluòc
- Businhargues
- Càstias
- Galargues
- Gusargues
- Jacon
- Montaut
- Restinclièiras
- Sant Breç
- Sant Dreseri
- Sant Ginièis de las Morgas
- Sant Alari de Belvéser
- Sant Joan de Cornièrs
- Suçargues
- Teiran
- Vendargues